# Powers, Michigan
Powers är en ort (village) i Menominee County i Michigan. Vid 2020 års folkräkning hade Powers 381 invånare.